# Suziemka
Suziemka (ros. Суземка) – osiedle typu wiejskiego (do 2012 r. osiedle typu miejskiego) w środkowej Rosji, centrum administracyjne rejonu suziemskiego w obwodzie briańskim.
Suziemka położona jest 134 km od Briańska. W 2020 r. miejscowość zamieszkiwały 8554 osoby.